# Cusino
Cusino là một comune (thành phố tự trị) thuộc tỉnh Como, vùng Lombardy, nằm vào khoảng 70 kilômét (43 mi) phía Bắc của Milan và 30 kilômét (19 mi) phía Bắc của Como, Ý. Vào thời điểm 31 tháng 12 năm 2004, dân số là 247 và có diện tích 9.7 km².
Cusino tiếp giáp với các thành phố: Carlazzo, Garzeno, Grandola ed Uniti, và San Bartolomeo Val Cavargna.